# Georgsberg

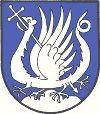
Wappen der früheren Gemeinde Georgsberg

Georgsberg ist ein Gebiet in der Weststeiermark. Es war bis Ende 2014 eine Gemeinde mit 1528 Einwohnern (Stand 2014) im Bezirk Deutschlandsberg (Gerichtsbezirk Deutschlandsberg). Im Rahmen der steiermärkischen Gemeindestrukturreform wurde Georgsberg 2015 mit den Gemeinden Marhof, Rassach, Stainz, Stainztal und Stallhof zusammengeschlossen, die neue Gemeinde führt den Namen Stainz weiter. Grundlage dafür ist das Steiermärkische Gemeindestrukturreformgesetz – StGsrG.

## Geografie

### Lage
Georgsberg liegt im Weststeirischen Hügelland. Wichtigster Fluss der Gemeinde ist der Stainzbach.

### Gemeindegliederung
Die frühere Gemeinde Georgsberg entstand am 1. Jänner 1968 durch Fusion der Gemeinden Ettendorf bei Stainz, Pichling bei Stainz und Rossegg.
Georgsberg bestand seither aus den drei Katastralgemeinden (Fläche Stand 31. Dezember 2023):
- Ettendorf (366,02 ha)
- Pichling (494,96 ha)
- Rossegg (481,34 ha)

Ortschaften (Einwohner 2017) sind:
- Ettendorf bei Stainz (315)
- Pichling bei Stainz (882)
- Rossegg (373)

### Nachbarorte
| St. Stefan |                                             | Lannach   |
| Stainz     | Kompassrose, die auf Nachbargemeinden zeigt | St. Josef |
| Stallhof   | Rassach                                     | Stainztal |

## Geschichte
Das Gebiet von Georgsberg ist seit Jahrtausenden besiedelt. Das ist durch eine Reihe von Hügelgräbern dokumentiert, zwei Gruppen von Gräbern in der KG Pichling stehen unter Denkmalschutz. Weitere Grabhügel in dieser Gegend wurden 2006 untersucht, wobei zwar Reste von Bestattungen (Brandschutt) gefunden wurden, aber auch in einem Hügel bereits ältere Störungen wie der Einbau eines Rübenkellers und dessen Reste festgestellt werden mussten. Ein anderer Grabhügel blieb unerforscht, zeigte aber ebenfalls Reste früherer Grabungen.
Im Jahr 1809 war das Gebiet der Gemeinde von Requirierungen durch die französische Armee im Fünften Koalitionskrieg belastet. Im Nordwesten der Gemeinde, im Wald zwischen Lichtenhof und Pichling (Ortsteil Sechtaberg), erinnert das Franzosenkreuz an einen Vorfall, bei dem drei Franzosen von einheimischen Bauern erschlagen wurden. Dieses Kreuz wurde 2009 neu errichtet und am 19. Juli 2009 feierlich gesegnet.
Im Keller des Hauses vlg. Fuchs in Ettendorf sind zwei Steinsäulen eingebaut, die aus der ehemaligen (um 1788 abgetragenen) Kirche St. Georg oder aus dem Schloss Herbersdorf stammen könnten.
Die Namen der damaligen Gemeinden Ettendorf und Pichling wurden mit 1. Juni 1951 in Ettendorf bei Stainz und Pichling bei Stainz geändert.

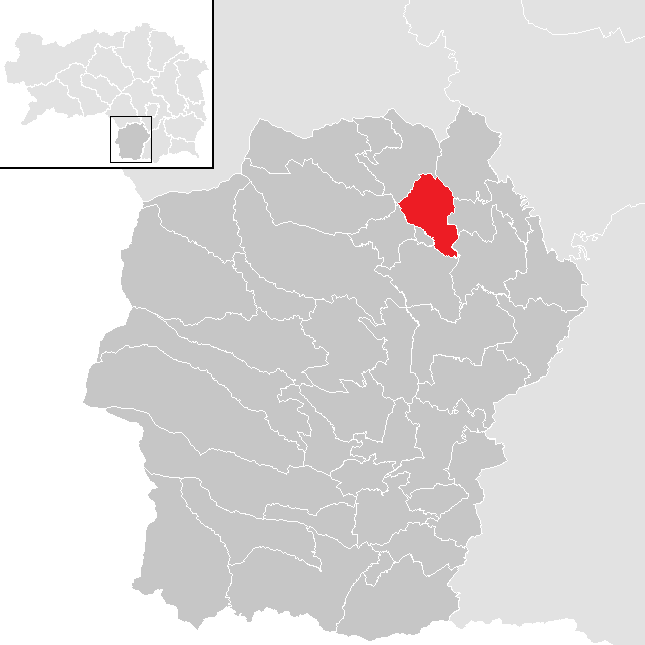
Lage der früheren Gemeinde Georgsberg im Bezirk Deutschlandsberg mit den Gemeindegrenzen bis Ende 2014

Für das Gemeindegebiet sind 54 Kapellen, Bildstöcke und Wegkreuze dokumentiert.

## Wirtschaft und Infrastruktur
Laut Arbeitsstättenzählung 2001 gab es 38 Arbeitsstätten mit 106 Beschäftigten in Georgsberg sowie 598 Auspendler und 93 Einpendler. Wichtigste Branche der Gemeinde ist der Handel. Es gab 1999 88 land- und forstwirtschaftliche Betriebe (davon 21 im Haupterwerb), die zusammen 1087 ha bewirtschafteten.
Seit 2003 gibt es in Georgsberg das TEZ = Technologie- und Entwicklungszentrum Georgsberg-Stainz-St. Stefan. Es ist ein Entwicklungszentrum für die Industrie und mit zwei Leitbetrieben TCM und Peter sowie vielen kleinen und mittleren Unternehmen ausgestattet. TCM beschäftigt 2006 70 Mitarbeiter, im gesamten Zentrum sind derzeit 200 Mitarbeiter beschäftigt. Durch zusätzliche Unternehmensentwicklungen im Gelände der ehemaligen VW-Werkstätte hat sich die Zahl der Beschäftigten in den letzten fünf Jahren verdreifacht.

## Bevölkerung
Das Gebiet von Georgsberg hatte laut Volkszählung 2001 1.422 Einwohner. 98,0 % davon hatten die österreichische Staatsbürgerschaft. Zur römisch-katholischen Kirche bekannten sich 94,5 % der Einwohner, 3,2 % waren ohne religiöses Bekenntnis.

### Bevölkerungsentwicklung
Nachdem die Bevölkerung in der Zwischenkriegszeit zurückgegangen war, erholte sich die Bevölkerungszahl nach dem Zweiten Weltkrieg wieder und steigerte sich bis heute. Von 1951 bis 2001 stieg die Bevölkerung um 50 %.

## Politik

### Gemeinderat
Bei den letzten Gemeinderatswahlen 2010 konnte die ÖVP ihre Vormachtstellung noch weiter ausbauen. Sie erreichte einen Stimmenanteil von 85,53 % und konnte damit ihr Ergebnis von 2005 um 7,27 % steigern und ein Mandat hinzugewinnen.

### Wappen
Georgsberg erhielt das Recht zur Führung des Gemeindewappens 1980. Das Wappen zeigt auf blauem Grund einen weißen Drachen, der auf drei weißen Hügeln sitzt. Ein langes, weißes Schwert bohrt sich durch den Rachen und den Körper des Drachen.

## Ehrenbürger
- Lorenz Möstl (* 6. Jänner 1937 in Röthelstein; † 18. Februar 2022 Bruck an der Mur), Ehrenringträger der Marktgemeinde Stainz, Ehrenkanonikus des Grazer Domkapitels. Ehrenbürger auch der Gemeinden Rassach und Stainz. Kaplan in Stainz ab 1. September 1964, Pfarrer in Stainz ab 1. September 1974 (mit Bad Gams ab 2001) bis 31. August 2006.[11]

## Historische Landkarten

Das Gebiet von Georgsberg und seiner Umgebung in den Landesaufnahmen
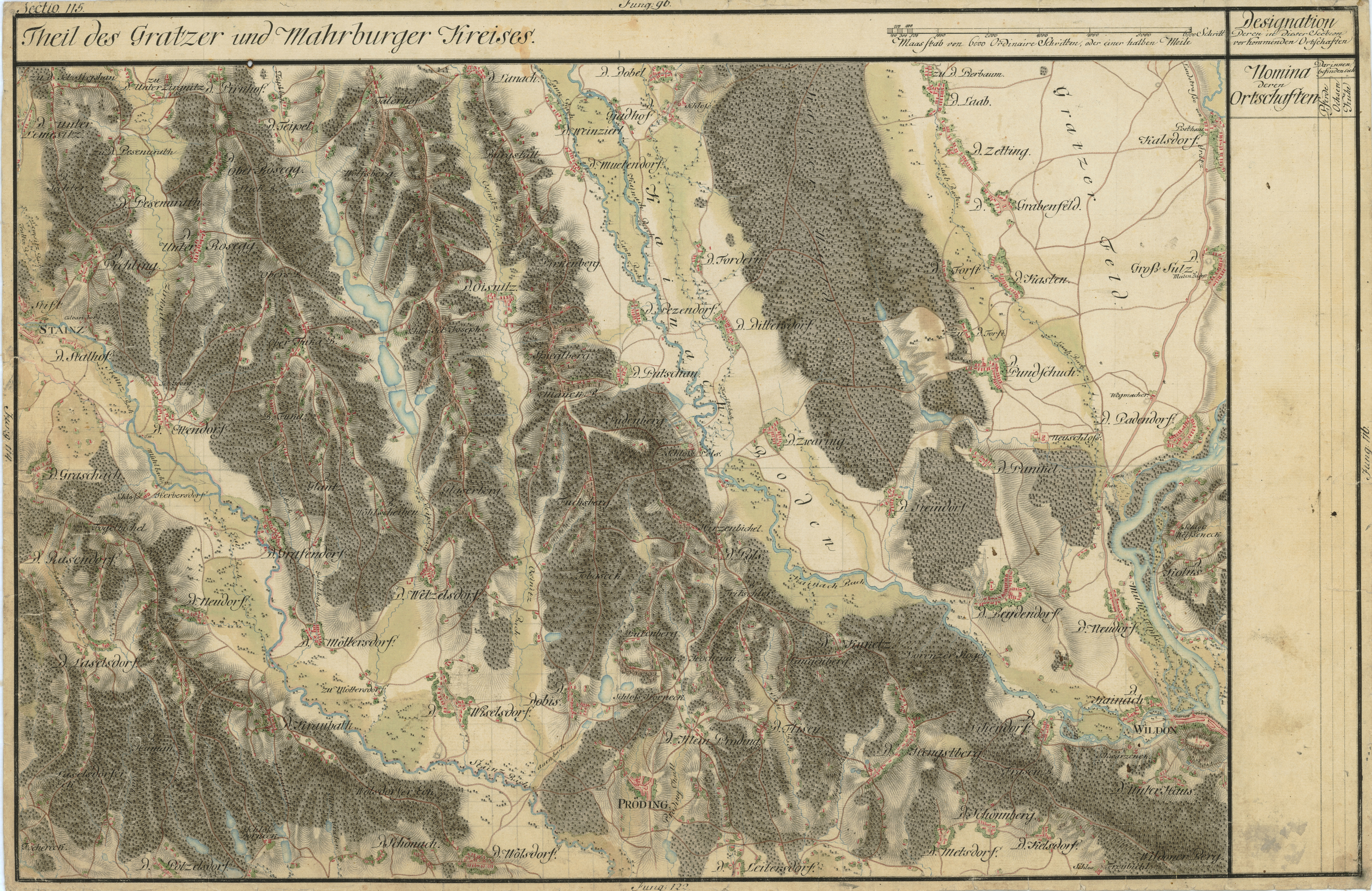
Ettendorf, Pichling, Ober- und Unter-Rosegg in der Josephinischen Landesaufnahme, ca. 1790
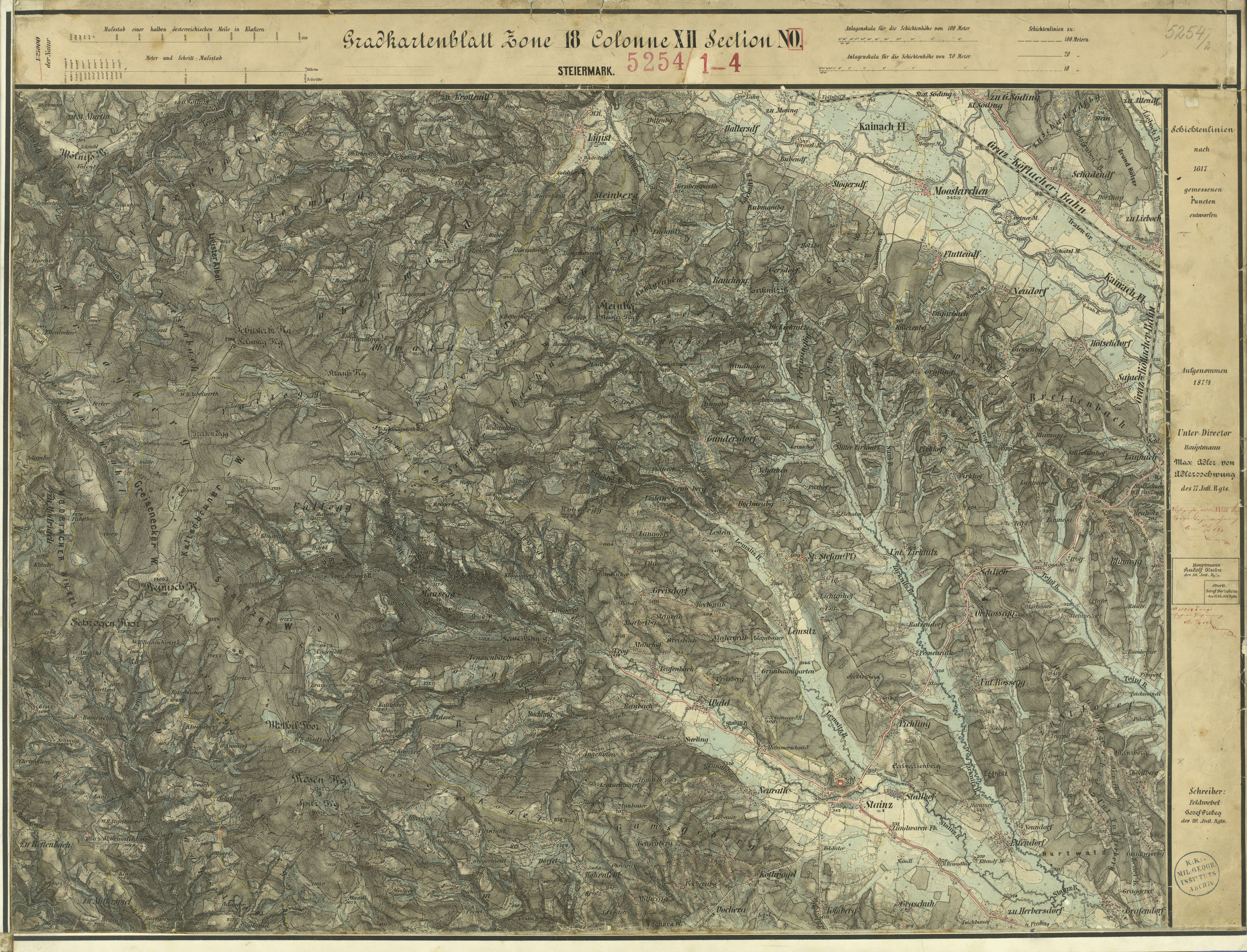
Rossegg, Pichling, Ettendorf nördlich des Stainzbaches, Aufnahmeblatt der Landesaufnahme, 1877/78
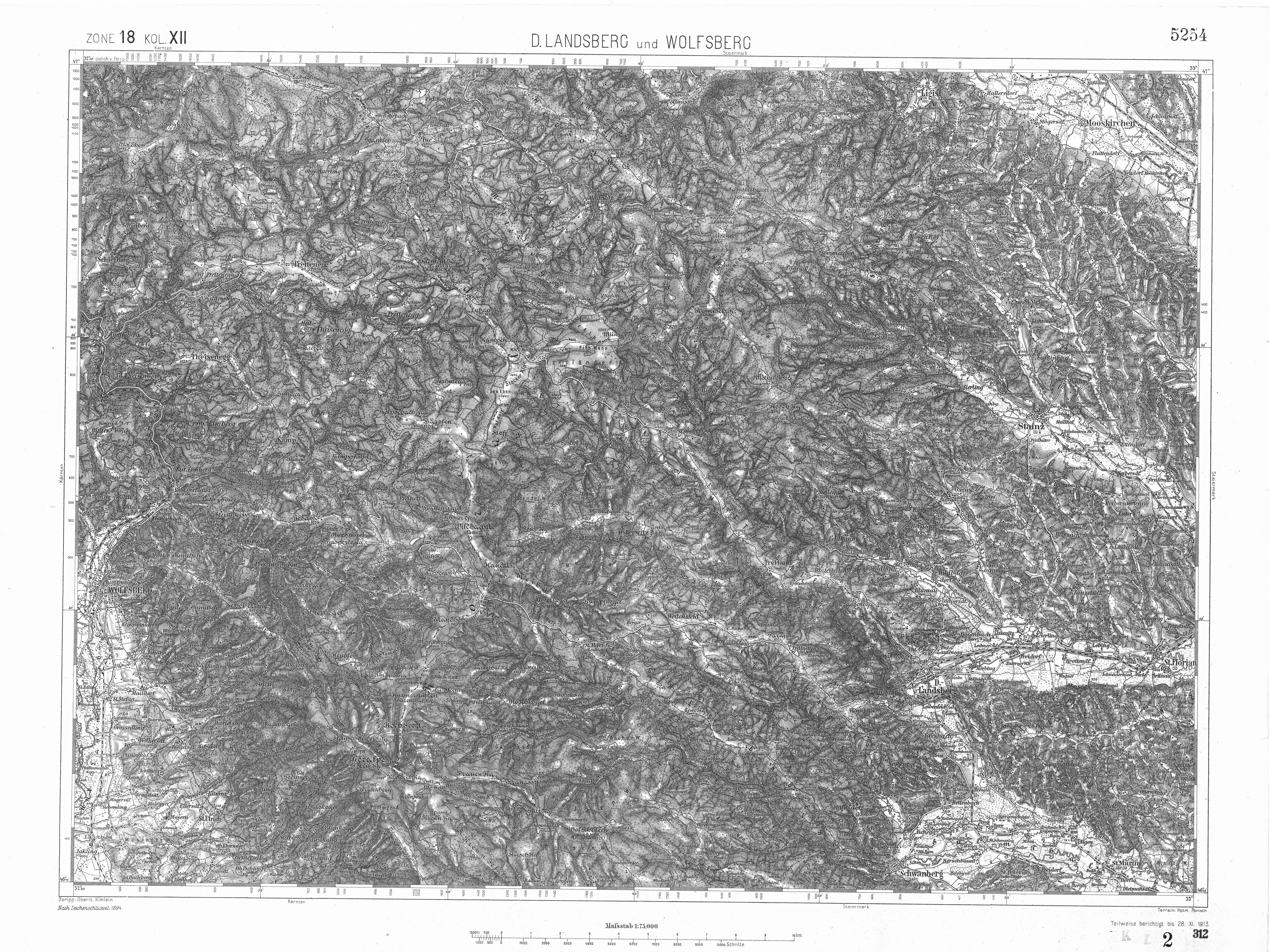
Franzisco-Josephinische Landesaufnahme, ca. 1910